# Tinglayan
Tinglayan es un municipio en la provincia de Kalinga en Filipinas. Conforme al censo del 2000, tiene 14,164 habitantes.

## Barangayes
Tinglayan se divide administrativamente en 20 barangayes.
| - Ambato Legleg - Bangad Centro - Basao - Belong Manubal - Butbut (Butbut-Ngibat) - Bugnay - Buscalan (Buscalan-Locong) - Dananao - Loccong - Luplupa | - Mallango - Población - Sumadel 1 - Sumadel 2 - Tulgao East - Tulgao West - Upper Bangad - Ngibat - Old Tinglayan - Lower Bangad |